# دون بيج (عداء المسافات المتوسطة)
دون بيج (بالإنجليزية: Don Paige)‏ هو عداء مسافات متوسطة أمريكي، ولد في 13 أكتوبر 1956 في بلادوينسفيل في الولايات المتحدة.

## وصلات خارجية
- دون بيج على موقع الاتحاد الدولي لألعاب القوى (الإنجليزية)